# 1 Czechosłowacka Brygada Partyzancka Jana Žižky z Trocnova
1 Czechosłowacka Brygada Partyzancka im. Jana Žižki (czes. 1. československá partizánská brigáda Jana Žižky lub Partyzánská brigáda Jana Žižky z Trocnova), początkowo znana pod nazwą oddział Ušiaka-Murzina, była największą jednostką partyzancką na terenie okupowanego przez III Rzeszę Protektoratu Czech i Moraw (obecnie Republika Czeska). 
Sformowana i szkolona na terenie Związku Radzieckiego, jednostka dokonała desantu spadochronowego na terenie Słowacji w sierpniu 1944. Po przemieszczeniu się na Morawy, właściwe działania rozpoczęła pod koniec 1944 roku. 
Obszar jej działań obejmował walkę partyzancką, w tym akcje wywiadowcze i dywersyjne. Na początku maja 1945 jednostka liczyła 1232 partyzantów.
Jednym z członków brygady był Alexander Dubček, późniejszy I sekretarz Komitetu Centralnego Komunistycznej Partii Czechosłowacji i inicjator Praskiej Wiosny.

## Tło historyczne

### Niemiecka okupacja Czechosłowacji
W 1938 kanclerz Adolf Hitler ogłosił zamiar wcielenia Kraju Sudetów (niem. Sudetenland), regionu Czechosłowacji zamieszkanego w większości przez Niemców sudeckich, w granice III Rzeszy. Zgodnie z doktryną appeasementu, rządy Francji i Wielkiej Brytanii usiłowały nie dopuścić do wybuchu wojny przez ustępstwa na rzecz III Rzeszy. Przywódcy europejskich państw na czele z brytyjskim premierem Neville'em Chamberlainem zgodzili się na żądania Hitlera. Pod nieobecność czechosłowackich delegatów na konferencji w Monachium pod koniec września 1938 zawarli układ w zamian za obietnicę wstrzymania dalszej (po Anschlussie) ekspansji i agresji terytorialnej ze strony nazistów.
14 marca 1939 niepodległość ogłosiła marionetkowa Pierwsza Republika Słowacka. Po tym wydarzeniu prezydent Czechosłowacji Emil Hácha został wezwany do Berlina, gdzie Hitler wymusił na nim zgodę na okupację pozostałych ziem czeskich oraz ich reorganizację w Protektorat Czech i Moraw pod zwierzchnictwem III Rzeszy. W następstwie zachodnia część Czechosłowacji znalazła się pod niemiecką okupacją bez reakcji ze strony Francji i Wielkiej Brytanii, z którymi Czechosłowacja w dwudziestoleciu międzywojennym zawarła sojusze obronne.
Polityka rasowa nazistów klasyfikowała naród czeski jako Aryjczyków kwalifikujących się do germanizacji. Między innymi z tego powodu warunki niemieckiej okupacji na ziemiach czeskich były mniej surowe niż na terenach zamieszkałych przez innych Słowian. Przykładowo, racje żywnościowe dla ludności cywilnej na terenie Protektoratu były zbliżone do tych wydawanych na terenie Rzeszy. Pod okupacją Czesi doświadczyli militaryzacji gospodarki i przemysłu, zaniku praw politycznych i obywatelskich, a także zbiorowych deportacji do Niemiec w celu przymusowych robót. W jej trakcie co najmniej 20 tysięcy Czechów zginęło w egzekucjach, a tysiące trafiły do obozów koncentracyjnych. Skala przemocy względem ludności cywilnej była mniejsza niż w innych okupowanych krajach wschodniej Europy, jednak wraz z jej trwaniem rosła nienawiść do okupanta i wsparcie dla oddziałów partyzanckich.

### Ruch oporu
Mimo szerokiego społecznego poparcia dla ruchu oporu, na terenie Protektoratu Czech i Moraw nie było sprzyjających warunków do prowadzenia działań partyzanckich. W okupowanym kraju brakowało broni, mimo relatywnie liberalnego prawa do jej posiadania w przedwojennej Czechosłowacji. Protektorat charakteryzował się wysokim zagęszczeniem ludności i urbanizacją, co w praktyce wykluczyło możliwość organizacji oddziałów partyzanckich oraz szkolenia w lasach lub górach. Dodatkowo, wysoko rozwinięta infrastruktura komunikacyjna pozostawała wyłącznie w rękach nazistów. Liczna mniejszość niemiecka zamieszkująca Protektorat kolaborowała z okupantem, a nieznaczna część etnicznych Niemców zasilała nazistowski aparat bezpieczeństwa. Współpraca miejscowej ludności niemieckiego pochodzenia była pożądana ze względu na znajomość terenu języka czeskiego.
Polityka wewnętrzna Niemców w okupowanym kraju zmieniła się wraz z ustanowieniem Reinharda Heydricha zastępcą protektora Czech i Moraw w 1941. Skala brutalności i represji pod rządami Heydricha doprowadziła do tego, że Brytyjczycy zlecili udany zamachu w maju 1942. W odwecie (w Czechach funkcjonującym pod nazwą Heydrichiáda) naziści wymordowali ponad tysiąc Czechów, w tym wszystkich mieszkańców wsi Lidice. Część byłych członków partyzantki uciekła w góry w Morawach i zaczęła organizować oddziały. Pierwszym udokumentowanym oddziałem była Zielona Kadra (Zelený kádr), która rozpoczęła działania w 1942, w okolicach dawnej czesko-słowackiej linii granicznej w górach Hostyńsko-Wsetyńskich. Partyzanci działali też w miastach, tak jak oddział Białej Lwicy (Bílá lvice) w okolicach Ostrawy i Frýdka-Místka na czeskim Śląsku. Działania tych oddziałów opierały się na doraźnym wsparciu okolicznej ludności i drobnych akcjach sabotażowych, np. wysadzaniu linii kolejowych i uszkadzaniu sieci elektrycznych. Od kwietnia 1944 kilka grup szkolonych w Wielkiej Brytanii dokonało desantów spadochronowych na terenie Moraw w celu przeprowadzenia akcji wywiadowczych. Według historyka Detlefa Brandesa, skuteczny opór na dużą skalę w Protektoracie rozpoczął się wraz ze sformowaniem brygady imienia Jana Žižki.

## Historia

### Powstanie jednostki
Pod koniec roku 1943 czescy politycy komunistyczni skontaktowali się z rządem Związku Radzieckiego w celu zorganizowania ruchu oporu na terenie Protektoratu Czech i Moraw oraz Słowacji. Partyzanci byli szkoleni w Swiatoszynie (obecnie dzielnica Kijowa) i docelowo mieli wyprzedzić wyzwoleńcze uderzenie wojsk Armii Czerwonej na terenach byłej Czechosłowacji. Za pomocą desantów spadochronowych oddziały rozmieszczono kolejno w Zakarpaciu, na Słowacji i Morawach.
W momencie sformowania jednostka liczyła sobie 21 partyzantów, głównie Słowaków, a także kilku uciekinierów z Węgier i obywateli Związku Radzieckiego, którzy wcześniej walczyli na terenach Białorusi i Krymu. Pierwszym dowódcą jednostki został Słowak Ján Ušiak, a jego zastępcą Tatar Dajan Bajanowicz Murzin. 
W nocy z 21 na 22 sierpnia 1944, a także w nocy z 30 na 31 sierpnia, jeszcze jako „oddział Ušiaka-Murzina”, oddział dokonał desantu spadochronowego w okolicach wsi Sklabiňa pod Martinem. Dzień przed desantem pierwszej grupy lokalny oddział partyzancki publicznie ogłosił przywrócenie czechosłowackiej władzy. Początkowo partyzanci mieli przekroczyć pasmo Wielkiej Fatry i rozpocząć działania w północno-zachodniej Słowacji, jednak te plany zmienił wybuch słowackiego powstania narodowego 29 sierpnia 1944. Pierwszym zadaniem jednostki był rekonesans niemieckiej kontrofensywy w regionie. 6 września oddział Ušiaka zgodnie z otrzymanym wcześniej rozkazem wyruszył w kierunku Moraw. W drodze dołączyli do niego liczni Czesi i Słowacy, a także uciekinierzy z marionetkowej armii słowackiej. Jednym z nich był Alexander Dubček, późniejszy I sekretarz Komitetu Centralnego Komunistycznej Partii Czechosłowacji, który przed dołączeniem do brygady walczył z klerofaszystowskim reżimem księdza Jozefa Tisy.

### Droga na Morawy
Partyzanci nie mogli przekroczyć granicy niezauważeni i jeszcze przed dotarciem do przygranicznej wsi Štiavnik wdali się w dwie potyczki. We wsi oddział Ušiaka, już z 150 partyzantami pod bronią, zajął miejsce lokalnej policji i oddziału słowackiej armii, które zdezerterowały i dołączyły do oddziałów powstańczych. Jednostkę, która umiejscowiła się na tyłach sił niemieckich, wzmacniali dalsi uciekinierzy z Protektoratu, w tym Czesi i radzieccy jeńcy wojenni, między innymi z obozów w Saksonii. Patronem jednostki został husyta Jan Žižka, bohater ludowy i narodowy Czech oraz dowódca armii taboryckiej z czasów piętnastowiecznych wojen.
Naziści usiłowali powstrzymać napływ Czechów do oddziałów walczących w powstaniu, zamykając granicę między Protektoratem a Słowacją oraz ustanawiając karę śmierci za jej nielegalne przekroczenie. W nocy z 21 na 22 września i z 24 na 25 września w pobliżu Przełęczy Makowskiej oddział partyzantów bezskutecznie próbował przekroczyć granicę, wdając się w dwie potyczki z niemiecką strażą graniczną. 28 września Murzin i sześćdziesięciu partyzantów przekroczyło granicę; po słowackiej stronie zostało 300 żołnierzy, przy czym do oddziału cały czas dołączali nowi chętni do walki. Na początku października granicę wzmocniło 300 esesmanów, blokując pozostałym partyzantom drogę na Morawy. 10 października Niemcy zaatakowali Štiavnik, gdzie napotkali partyzancki opór. Po trzech dniach walk i potyczek na granicy partyzanci po słowackiej stronie granicy stracili około 200 żołnierzy, jednak na czeską stronę przedostało się 130-140 partyzantów.

### Działania na Morawach
Na Morawach oddział zajął opuszczony domek myśliwski na stokach Magurki w Beskidzie Morawsko-Śląskim. Szybko nawiązała kontakt z oddziałami z operacji Wolfram, którzy po szkoleniu w Wielkiej Brytanii również operowali w tym regionie. 14 października amerykańskie lotnictwo zbombardowało okolicę, co zdaniem Murzina zwróciło uwagę nazistów na partyzancką kryjówkę. W związku z ryzykiem dekonspiracji, cały oddział przemieścił się do leśnej bazy jednostki Wolfram w Trojačce. Oddziały operacji Wolfram oczekiwały na brytyjskie zrzuty z zaopatrzeniem, dlatego Murzin wymienił 21 partyzantów na gotówkę, która pozwoliła jego oddziałowi na dalsze działania. 
Jednym z partyzantów z wymiany był Stanislav Kotačka, drobny przestępca, który dołączając do oddziału uniknął transportu do obozu koncentracyjnego. W październiku zabił jednego z partyzantów z grupy Wolfram w lasach Trojački i sam zgłosił się do Niemców, oferując informacje na temat kryjówki w zamian za zniszczenie jego akt. 23 października o godzinie 4:30 poprowadził grupę 300 niemieckich żołnierzy do bazy Wolfram, jednak partyzanci zdołali uciec. W odwecie Niemcy podpalili budynki i terroryzowali ludność cywilną w okolicach Trojački. Brygada Žižki oddzieliła się od oddziału Wolfram i założyła nową kryjówkę w okolicach szczytu Čertův mlýn, gdzie korzystała z pomocy materialnej i wywiadowczej okolicznej ludności, w tym członków innej partyzanckiej organizacji – Obrony Narodu.
Następnie dwie grupy partyzantów przemieściły się na południowy zachód pod dowództwem Iwana Pietrowicza Stiepanowa i Wiktora Szewcowa-Grekowskiego. Udało im się nawiązać kontakt z innymi partyzantami, działającymi w okolicach Vsetína. Obie grupy zebrały ubrania, zapasy, broń i amunicję potrzebne do przetrwania zimy, napadając na posterunki policji (czasami współpracując z zakonspirowanymi czeskimi policjantami). Do końca października oddział liczył 200 partyzantów (mężczyzn i kobiet), podzielonych na cztery podgrupy: jedna pełniła wartę w kryjówce, gdy trzy pozostałe przeprowadzały działania w terenie.

### Niemieckie działania

#### Podstęp Gestapo
Niemcy aktywnie zwalczali ruch oporu na Morawach, a działania brygady w terenie nie umknęły uwadze Gestapo. Tajna policja usiłowała wywabić dowództwo oddziału z kryjówki, podając się za dowódców oddziałów komunistycznej partyzantki i prosząc o spotkanie. Ušiak nie wiedział, że do tej pory prawie wszystkie oddziały partyzanckie w okolicy uległy infiltracji przez Gestapo, a ich członkowie w większości zostali aresztowani i rozstrzelani. 2 listopada Ušiak zgodził się na spotkanie z rzekomymi partyzantami nieopodal kryjówki oddziału. Gestapo nie nawiązało wcześniej kontaktu z niemieckim wojskiem, które zwalczało partyzantów w okolicy i otworzyło ogień do uczestników spotkania, biorąc obie strony za partyzantów. Ušiak i Murzin zostali ranni i rozproszyli się w przeciwnych kierunkach; ten pierwszy ukrywał się u mieszkańców Čeladnej, jednak 3 listopada został zdekonspirowany i popełnił samobójstwo, unikając aresztowania. Murzin na własną rękę ukrywał się przez trzy tygodnie w leśnej kryjówce, bez wiedzy pozostałych partyzantów. Jeden z nich został aresztowany przez Niemców i ujawnił nazwiska cywilów, którzy pomagali członkom oddziału. Następnego dnia Niemcy zorganizowali napad na kryjówkę, w której czterech partyzantów zginęło, a kolejnych dwóch zostało aresztowanych.

#### Operacja "Cietrzew"
Rankiem 16 listopada rozpoczęła się operacja Cietrzew (niem. Auerhuhn, czes. operace Tetřev), w ramach której niemieckie wojska oddzieliły kordonem teren między miejscowościami Rožnov, Frenštát, Staré Hamry, Chata Bečvice i Čeladná. Obszar wewnątrz 55-kilometrowego kordonu był starannie pilnowany przez Niemców bez możliwości wjazdu lub wyjazdu. Z powodu częstego podszywania się partyzantów pod niemieckich żołnierzy, okupant opracował system haseł i odzewów między żołnierzami i funkcjonariuszami. Lokalny dowódca, Generalleutnant Hans Windeck, obrał za cel wywabienie partyzantów z gęstych lasów na wschodzie kordonu na otwarte tereny na jego zachodzie, co ostatecznie miało doprowadzić do rozbicia oddziałów Žižki i Wolfram. Na potrzeby operacji Niemcy dysponowali 13 tysiącami żołnierzy i policjantów, jednak akcję utrudniały warunki pogodowe, ludność cywilna, która pomagała partyzantom przemieszczać się w nocy i słaba komunikacja między Wehrmachtem i policją. Georg Attenberger, jeden z oficerów SS uczestniczących w operacji, wskazywał na niedoszkolenie żołnierzy Wehrmachtu i opieszałość miejscowej policji.
Mimo prawie kilkunastotysięcznej liczby żołnierzy i policjantów, operacja zakończyła się śmiercią zaledwie ośmiu partyzantów, zaś straty w ludności cywilnej szacuje się od 13 do 40. W toku operacji sześciu Niemców zginęło, a trzech zostało rannych, z kolei po jej zakończeniu nie odnotowano partyzanckiej aktywności wewnątrz kordonu. Poza kordonem działania partyzantów nasiliły się, jednak brygada Žižki utraciła kryjówkę, zapasy i kontakt radiowy z oddziałami Armii Czerwonej. Operacja Cietrzew spełniła inny cel; od tej pory ludność cywilna mniej chętnie pomagała partyzantom materialnie i zwiadowczo. W trakcie operacji partyzanci nadal nie mieli wiedzy o losie i położeniu swoich dowódców. Murzin dotarł do nowej kryjówki w górach w Hostyńsko-Wsetyńskich dwa tygodnie później.
Operacja Cietrzew nie zakończyła kontrofensywy przeciwko partyzantom na Morawach. Z czeskim ruchem oporu walczyły 20 Regiment i 31 Grupa Specjalna Waffen-SS. Ta druga miała doświadczenie w walce z ruchem oporu w Jugosławii i wyróżniała się szczególną brutalnością wymierzoną w ludność cywilną. Nazistowscy funkcjonariusze zabijali cywilów podejrzanych o wspieranie partyzantów, z przypadkami palenia ich żywcem lub śmiertelnych pobić ciężarnych kobiet. Na potrzeby walki z partyzantami żołnierze 16 Rosyjskiej Armii Wyzwoleńczej (tzw. własowców) stworzyli fałszywy oddział partyzancki, dowodzony przez dwujęzycznego czeskiego Niemca, jednak partyzanci w porę odkryli podstęp.

### Reorganizacja
Grupy Stiepanowa i Szewcowa-Grekowskiego po ucieczce z kordonu rozpoczęły reorganizację brygady. Po śmierci Ušiaka dowództwo objął Murzin, jednostka została przegrupowana i obrała nową taktykę bojową. Brygadę podzielono na mniejsze grupy, które objęły działaniami większy obszar, dodatkowo oddział unikał przebywania w jednym miejscu przez dłuższy czas. Ze względu na doświadczenie bojowe, inne funkcje dowódcze objęli głównie radzieccy uciekinierzy z niemieckich obozów jenieckich. Do końca wojny brygada rozrosła się i zdecentralizowała, operując w coraz większych obszarach wschodnich i środkowych Moraw.
Z rozrostem brygady zaczęło brakować żywności, broni i amunicji, w związku z czym Murzin ograniczył liczbę wstępujących do leśnych oddziałów. Priorytet mieli zbiegli jeńcy wojenni oraz zdekonspirowani członkowie czeskiego ruchu oporu, którzy w ten sposób mogli uniknąć aresztowania i egzekucji. Niektórzy członkowie brygady wiedli podwójne życie, biorąc udział w akcjach tylko nocą. Partyzanci, którzy nie mogli dołączyć do oddziału, organizowali oddziały partyzanckie na własną rękę, na przykład w pobliskich miastach.

### Po operacji Cietrzew
Oprócz zakłócania niemieckich działań na tyłach, innym strategicznym celem brygady były działania zwiadowcze. 12 listopada 1944 brygada straciła kontakt radiowy z Armią Czerwoną, który odzyskała pod koniec grudnia po desancie spadochroniarzy z Luča. W międzyczasie oddział został uznany przez radzieckie dowództwo za stracony, jednak na miejscu zaistniał konflikt między „starą” brygadą a wywiadowcami z 1 Frontu Ukraińskiego.
Partyzanci zbierali informacje o położeniu, uzbrojeniu i liczebności niemieckich jednostek, magazynach broni i amunicji oraz umocnieniach w terenie. Brygada była w stanie raportować o lądowaniach i ruchach wojsk III Rzeszy, a także ludności cywilnej - zarówno czeskich współpracowników brygady i niemieckich kolaborantów, jak i etnicznych Niemców. Duże znaczenie miała współpraca zakonspirowanych lokalnych policjantów, którzy sabotowali akcje Niemców albo osobiście walczyli po stronie partyzantów. Najwyżej postawionym współpracownikiem był major Josef Hübner, dowódca niemieckich koszar w Holešovie, który przemycał informacje przez swojego szofera. 
W porównaniu do liczebności brygady, jej działania były ograniczone przez dostępność broni. Po operacji Cietrzew doszło do rozproszenia oddziału, który w dodatku stracił większość amunicji i materiałów wybuchowych. W grudniu 1944 brygada była zmuszona zawiesić działania, skupiając się na reorganizacji i zdobywaniu broni, w styczniu 1945 wznawiając operacje. Na początku ostatniego roku wojn yprzez Morawy przemieszczały się liczne oddziały niemieckie i węgierskie. Uzbrojenie zapewniły brygadzie nie tylko liczne napady na wojskowe konwoje w odwrocie. Wycofujący się węgierscy żołnierze często wymieniali broń za żywność. 
Brygada unikała bezpośrednich potyczek z większymi niemieckimi oddziałami, zamiast tego skupiając się na akcjach dywersyjnych. Wycofywanie się Niemców było konsekwentnie utrudniane przez wysadzanie linii kolejowych, mostów, linii telefonicznych i elektrycznych. Do tych celów partyzanci stosowali prowizoryczne bomby z komponentów przechwyconych nazistom lub ludności cywilnej. Źródła wymieniają między innymi skradzioną w styczniu 1945 i ważącą 600 kilogramów bombę, przeznaczoną pierwotnie do wysadzania skał w kamieniołomie. Wysadzenia nadzorowali Czesi, głównie cywile z doświadczeniem bojowym albo inżynierskim, którzy chętnie dołączali do oddziału. Do marca 1945 brygada Žižki była w stanie organizować codzienne napady. Jednym z nich było porwanie Generalleutnanta Dietricha von Müllera, jednego z dowódców 16 Dywizji Pancernej, w dniu 19 kwietnia 1945.

### Koniec wojny i demobilizacja
26 kwietnia linia frontu zetknęła się z obszarem działalności brygady. Wielu partyzantów zdecydowało się dołączyć do wywiadowczych oddziałów Armii Czerwonej, przemieszczającej się na zachód. Miesiąc później brygada została oficjalnie zdemobilizowana po zakończeniu poszukiwań niemieckich żołnierzy ukrywających się w górach i lasach na Morawach. Według powojennego raportu Murzina, 5 maja 1945 brygada liczyła 1232 członków. W trakcie jej istnienia walczyło w niej 1553 partyzantów (w tym kobiet), z czego 304 zginęło, a 208 zostało rannych. 

## Dziedzictwo
W powojennej Czechosłowacji odznaczono 1126 członków brygady, najwięcej spośród wszystkich oddziałów partyzanckich z okresu II wojny światowej. Brygada jest krytykowana przez współczesnych historyków głównie ze względu na swoją podległość Związkowi Radzieckiemu. Niektóre źródła wskazują na faworyzowanie członków brygady przez komunistyczny rząd Czechosłowacji w porównaniu do innych oddziałów i organizacji partyzanckich.